# Roman z Nepi
Roman z Nepi, wł. San Romano da Nepi – biskup, męczennik z III wieku, razem ze św. Ptolemeuszem i towarzyszami zginął w czasie prześladowania za cesarza Klaudiusza Gockiego (+270); współpatron miasta Nepi.

## Życie
Skąpe źródła hagiograficzne ograniczają się do jednego dokumentu z XI wieku Passio Sancti Ptolomaei et Romani, w którym opisane zostało męczeństwo biskupów Ptolemeusza i Romana, fundatorów wspólnoty chrześcijańskiej w Nepi. Dokument podaje, iż Klaudiusz Gocki, wracając z wyprawy do Akwilei, miał zostać zagadnięty przez kapłanów pogańskich, którzy lamentowali nad licznymi nawróceniami na chrześcijaństwo na terenie Etrurii. Miało do nich dochodzić za sprawą biskupa Ptolemeusza. Cesarz nakazał obecnemu w orszaku Aspazjuszowi oraz trybunowi miast z Etrurii przymuszenie chrześcijan do złożenia ofiary bogom rzymskim. Aspazjusz, po przybyciu do rodzinnego miasta, które dokument nazywa Pentapolis, nakazał chrześcijanom wskazanie swoich przywódców. Wówczas wystąpili Ptolomeusz i Roman, miejscowi biskupi. Nakazano im złożenie ofiary. Biskupi odmówili. Aspazjusz kazał najpierw zabić pozostałych chrześcijan. Ptolomeusz i Roman zostali ścięci na forum w Nepi obok bramy imperialnej. Ich ciała pochowała pobożna matrona imieniem Savinilla w jednej z grot, Ptolemeusza przy wejściu, Romana we wnętrzu.
Tradycja identyfikuje jako miejsce pochówku św. Romana katakumby św. Savinillii w Nepi. Wykopaliska przeprowadzone w 2003 przez Papieską Komisję Archeologiczną pod kościołem św. Ptolemeusza w Nepi wykazały, iż katakumby były w użyciu od III do XIV wieku. Lokalna tradycja wskazuje grób św. Romana w miejscu, gdzie znajdują się, pochodzące z XIV w. freski, przedstawiające Chrystusa błogosławiącego i dwóch świętych: Jana Apostoła i Jakuba Starszego.

## Kult
Św. Roman z Nepi czczony jest przede wszystkim w Nepi. Wraz ze św. Ptolemeuszem są patronami tego włoskiego miasta. Mieszkańcy Nepi mieli zwyczaj dorocznego obchodzenia święta męczenników przez trzy dni od 23 do 25 sierpnia.
W pierwszym dniu odbywała się procesja, 24 sierpnia celebracje miały miejsce w katedrze, w ostatnim dniu w kościele św. Ptolemeusza, nad domniemanym miejscem pochówku świętych męczenników. Z okazji uroczystości organizowano wyścigi koni i byków. Na zakończenie miały miejsce pokazy sztucznych ogni. Obecnie w Nepi odbywa się jedynie procesja ku czci świętych.
W Polsce święci Roman i Ptolomeusz z Nepi czczeni są w bazylice Franciszkanów w Katowicach Panewnikach, gdzie znajduje się kaplica z ich relikwiami. Specjalna procesja na ich cześć ma miejsce w ostatnią niedzielę września. Relikwie męczenników z Nepi zostały sprowadzone do Katowic w 1913, biskupem Nepi był wówczas franciszkanin Bernard Doebing OFM.

## Ikonografia
W ikonografii najwięcej przedstawień św. Romana z Nepi znajduje się w samym Nepi. W miejscowej katedrze na sklepieniu nad nawą główną znajduje się malowidło przedstawiające ukoronowanie Matki Bożej. W prawym dolnym rogu zostali przedstawieni obaj patroni miasta w szatach biskupich. Nad stallami widnieje fresk przedstawiający konsekrację biskupią św. Romana dokonaną przez św. Piotra Apostoła. Również w tryptyku ołtarza głównego znajduje się przedstawienie świętych Romana i Ptolemeusza. W tej samej świątyni został 2 sierpnia 1688 odsłonięty sarkofag św. Romana. Trzymetrowa rzeźba przedstawia świętego ubranego w szaty biskupie w otoczeniu trzech aniołów. Ciało męczennika przykrywa całunem legendarna matrona Savinilla. Sarkofag wykonany w marmurze z Carrary przypisywany jest Berniniemu.
W bazylice w Katowicach Panewnikach znajduje się malowidło przedstawiające męczeństwo św. Romana w kaplicy poświęconej męczennikom z Nepi.